# 아홉띠아르마딜로
아홉띠아르마딜로(영어: nine-banded armadillo 또는 long-nosed armadillo, Dasypus novemcinctus)는 피갑목 아홉띠아르마딜로아과에 속하는 아르마딜로의 일종이다. 가장 잘 알려진 아르마딜로 종으로, 아메리카 대륙 도처에 두루 분포하는 것으로 알려져 있다. 한센병의 원인균인 Mycobacterium leprae, Mycobacterium lepromatosis의 zoonotic reservior(숙주)이다.

## 외형
몸길이는 약 40cm, 꼬리길이 35.5cm, 키 15~25cm, 몸무게 평균 4kg, 최대 10kg으로 아르마딜로 중에서는 왕아르마딜로를 제외하면 최대형종 축에 속하며 수컷이 암컷보다 좀 더 크다. 갑각은 상피에 케라틴이 부분적으로 덮고 있으며 피부가 변하여 형성된 순판(楯板)으로 이루어져 있는데, 총 아홉 개의 골질판으로 되어 있으며 탄력이 있다. 척추는 등갑과 연결되어 있으며, 주둥이는 길고 뾰족하다. 이빨은 있으나 어금니를 제외하고는 거의 퇴화되었으며 에나멜질이 없다. 태아 때는 앞니를 가지고 있지만, 태어나면서 급격히 닳아 빠진다. 흔히 생각하는 오해와는 달리 아홉띠아르마딜로는 세띠아르마딜로와는 달리 등갑의 구조상 몸을 둥글게 말 수 없다.

## 분포

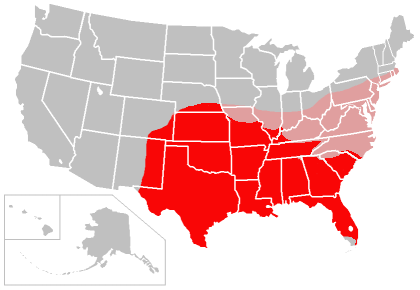
미국에서의 아홉띠아르마딜로 분포(붉은색)와 분포 전망(분홍색)

아메리카 대륙 전반에 걸쳐 서식하며, 북아메리카에서는 미국 남부와 멕시코, 남아메리카에서는 칠레를 제외한 전 지역에서 서식한다. 현재는 텍사스주 등 남동부에서 발견되지만 근래에 서식지가 버지니아주 근방으로 확대될 전망이 있다. 열대 우림과 건조한 관목림, 혹은 프레리 등지에 두루 터전을 잡는다. 아르마딜로 중에서는 가장 넓은 서식 지대를 가졌으며 그에 따라 개체 수도 가장 많다. 대사율과 체열 항상성이 낮기 때문에 아열대 지방에서 가장 잘 적응한다.

## 생태
홀로 지내는 동물으로 주로 야행성이다. 더운 여름 동안에는 밤에, 서늘한 날에는 낮에도 집에서 나와 방향을 끊임없이 바꾸는 독특한 걸음걸이로 땅 가까이 코를 대고 돌아다니면서 먹이를 찾는다. 먹이로는 주로 딱정벌레·유충·개미·흰개미·메뚜기·송장벌레 등의 곤충을 먹으며 거미나 지렁이 등도 먹는다. 곰팡이나 버섯 등의 균류도 먹을 수 있지만 매우 드물다. 예민한 후각을 가진 코가 지하 20cm 이내의 먹이들을 탐지해 내며 땅굴을 파기에 적합한 발톱을 이용해 지하의 생물들을 잡아먹는다. 또한 도마뱀 등의 파충류, 개구리 등의 양서류, 버섯, 조류의 알이나 새끼 소형 포유류들을 먹는 것도 확인된 바 있다. 호흡에 의한 산소의 소비가 극히 적으며 활동중에도 6분 동안 숨을 쉬지 않을 수 있다. 이 때문에 호흡할 때 흙과 모래 등의 먼지가 기관으로 들어가는 것을 줄일 수가 있다. 냄새샘을 이용하여 영역표시를 한다. 위험이 닥쳐오면 재빠른 속도로 도주하거나 91–122cm 정도의 거리를 도약할 수 있다. 천적은 재규어, 퓨마, 오셀롯, 붉은스라소니, 코요테, 늑대, 갈기늑대, 덤불개, 아메리카흑곰, 악어(아메리카악어, 미시시피악어, 오리노코악어, 검은카이만), 부채머리수리 등이다.
단일한 암컷 개체는 일생동안 최대 56마리의 새끼들을 낳을 수도 있다.